# Deseo carnal
Deseo carnal è un album del gruppo musicale pop rock spagnolo Alaska y Dinarama, pubblicato nel 1984 dall'etichetta discografica Hispanivox.
Dall'album sono stati estratti i singoli ¿Cómo pudiste hacerme esto a mí?, Ni tú ni nadie, Deseo carnal e Un hombre de verdad ed è stato prodotto da Nick Patrick.

## Tracce
CD (Hispavox 790736 2)
1. ¿Cómo pudiste hacerme esto a mí? - 4:05
2. Isis - 3:36
3. Ni tú ni nadie - 3:35
4. Sólo por hoy - 3:15
5. Falsas costumbres - 3:50
6. Un hombre de verdad - 4:30
7. La decisión - 3:28
8. Deseo carnal - 3:43
9. Victima de un error - 3:00
10. Carne, huesos y tú - 3:22

## Classifiche
| Classifica (1984) | Posizione raggiunta |
| ----------------- | ------------------- |
| Spagna            | 34                  |